# Psammocora contigua
Espèce
Statut CITES
Psammocora contigua  est une espèce de coraux appartenant à la famille des Psammocoridae.